# Euopius pocalis
Euopius pocalis är en stekelart som beskrevs av Fischer 1988. Euopius pocalis ingår i släktet Euopius och familjen bracksteklar. Inga underarter finns listade i Catalogue of Life.